# Tianjin
Tianjin o Tientsin ( Tianjin (?·pàg.) xinès: 天津; pinyin: Tiānjīn) és una important ciutat de la República Popular de la Xina. És una de les úniques quatre municipalitats. La seva àrea urbana és la tercera més gran de la Xina. És al llarg del riu Hai He. El seu port és al golf de Bohai, a l'oceà Pacífic. Tientsin limita al nord, sud i oest amb Hebei; amb el municipi de Pequín en una petita porció del nord-oest i el golf de Bohai a l'est.
Es divideix en dos conjunts urbans adjacents: la mateixa ciutat de Tianjin, amb el centre històric, situat a la vora del Riu Hai – que uneix el riu Groc (Huang He) i el Iang-Tsé a través del Gran Canal –; i Binhai, una ciutat nova situada a l'est del centre històric, a la vora del mar de Bohai. Aquesta última, juntament amb el veí districte de Tanggu, és una zona econòmica especial destinada a acollir moltes empreses xineses i internacionals. El seu creixement econòmic és un dels més importants de la Xina: el PIB de Binhai va superar el 2010 el de Pudong a Xangai.
Símbol d'aquest desenvolupament econòmic recent -al voltant de l'aeronàutica i l'electrònica en particular-, actualment es troben en construcció diversos gratacels, com la Torre Xina 117 o el Centre de Comerç Internacional de Tianjin. La ciutat també alberga un museu d'art xinès, el memorial dedicat a Zhou Enlai (primer ministre de Mao Zedong), el temple de la Gran Compassió, així com l'antiga catedral de l'antiga concessió francesa, l'església Nostra Senyora de les Victòries. Més recentment, la ciutat ha acollit competicions esportives al seu Centre Olímpic, construït per als Jocs Olímpics de Pequín de 2008.

## Geografia
Està situada en la costa nord-est del país, al nord del Gran Canal de la Xina. El punt més alt se situa en el pic Jiushanding de 1.078 metres d'altura. El clima de Tientsin és humit a l'estiu, a causa dels monsons, i fred i sec a l'hivern. Gran part de les precipitacions es produeixen als mesos de juliol i agost.
A les seves costes hi ha el principal port del nord de la Xina. Sempre ha estat considerat un punt estratègic, fins i tot per les potències estrangeres que l'utilitzaven com entrada a Pequín durant els segles XIX i principis del XX.

## Economia
El PIB nominal de Tientsin és de ¥366,4 mil milions (US$45,8 mil milions) el 2005, amb un increment anual del 14,5%. La renda per capita va arribar a ¥31.600 el 2004. El sector de manufactura va ser el sector més gran (53,2%) i de major creixement (19,8%) de l'economia de Tientsin. L'ingrés per capita urbà va arribar a ¥11.467, el qual va presentar un increment real d'11,2% pel que fa a l'any anterior. L'ingrés per capita rural va passar a ser de ¥6.525, un increment real d'11,3% respecte a l'any anterior. Un 40% del territori de la municipalitat està destinat a cultius. Els principals productes de la zona són el blat, arròs i blat de moro. La pesca és l'altre punt fort de l'economia de la zona. Tientsin té també importants pous de petroli, així com extenses salines. Hi ha mines de manganès i de bori. Les indústries més importants de la municipalitat són indústries petroquímiques, tèxtils, automobilístiques i de manufactura de metall.

## Població
La majoria dels habitants de Tientsin són xinesos han. Les minories inclouen ètnia hui, coreans, manxús, i mongols.
| Grups ètnics a Tientsin, cens 2000 | Grups ètnics a Tientsin, cens 2000 | Grups ètnics a Tientsin, cens 2000 |
| Nacionalitat                       | Població                           | Percentatge                        |
| ---------------------------------- | ---------------------------------- | ---------------------------------- |
| Han                                | 9.581.775                          | 97,29%                             |
| ètnia hui                          | 172.357                            | 1,75%                              |
| Manxú                              | 56.548                             | 0,57%                              |
| Mongols                            | 11.331                             | 0,12%                              |
| Coreans                            | 11.041                             | 0,11%                              |
| Zhuang                             | 4.055                              | 0,041%                             |
| Tujia                              | 3.677                              | 0,037%                             |

Exclosos membres de l'exèrcit.

## Història

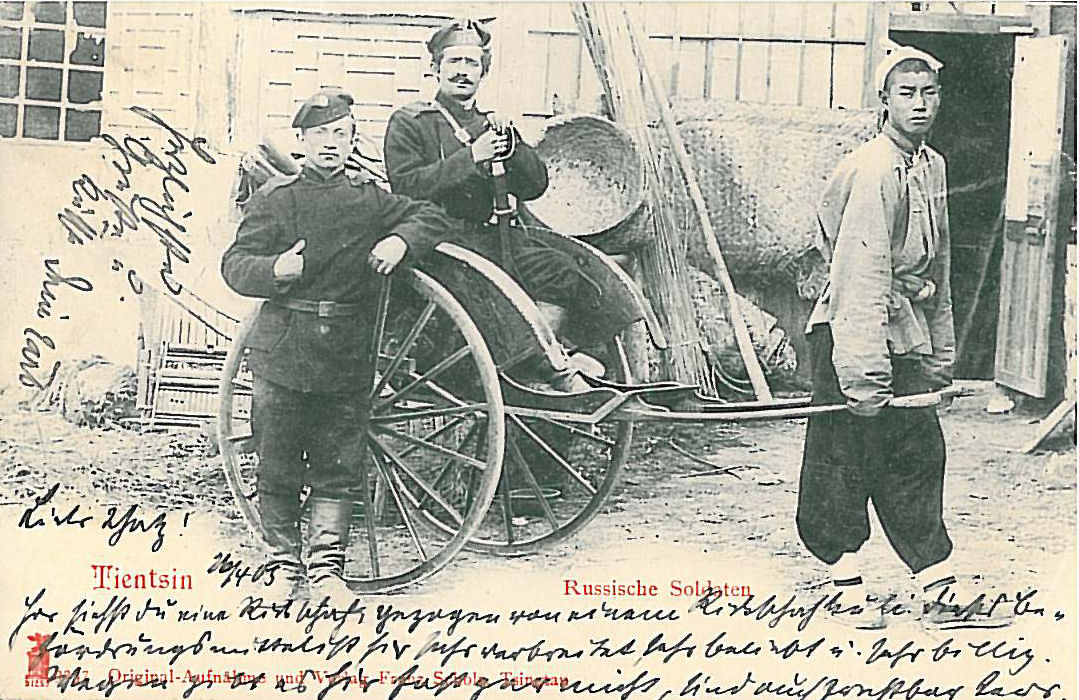
Soldats russos a Tianjin el 1905.

El terreny on ara es troba Tianjin va ser creat per la sedimentació de diversos rius, inclòs el riu Groc, que desemboquen al golf de Bohai no gaire lluny de la ciutat.
Amb l'obertura del Gran Canal sota la dinastia Sui (581-618), Tianjin, aleshores anomenada Zhigu, es va convertir en una important ciutat i port comercial. El 1404, l'emperador Yongle va donar a la ciutat el nom de Tianjin, literalment el " Fort de l'emperador" per indicar que l'emperador (fill del Cel) va travessar el riu en aquest punt. Uns anys més tard, s'hi va establir un fort conegut com a Fort de Tianjin (Tianjin Wei, 天津卫).
Ja al segle x, es parla de Tientsin com un punt rellevant per a emmagatzemar mercaderies procedents d'altres costes. L'any 1604 es va construir una muralla al voltant de la ciutat que li va permetre seguir prosperant. El 1725, la ciutat esdevingué prefectura. El comtat de Tianjin es va establir com a prefectura el 1731.

### Temps de concessions europees

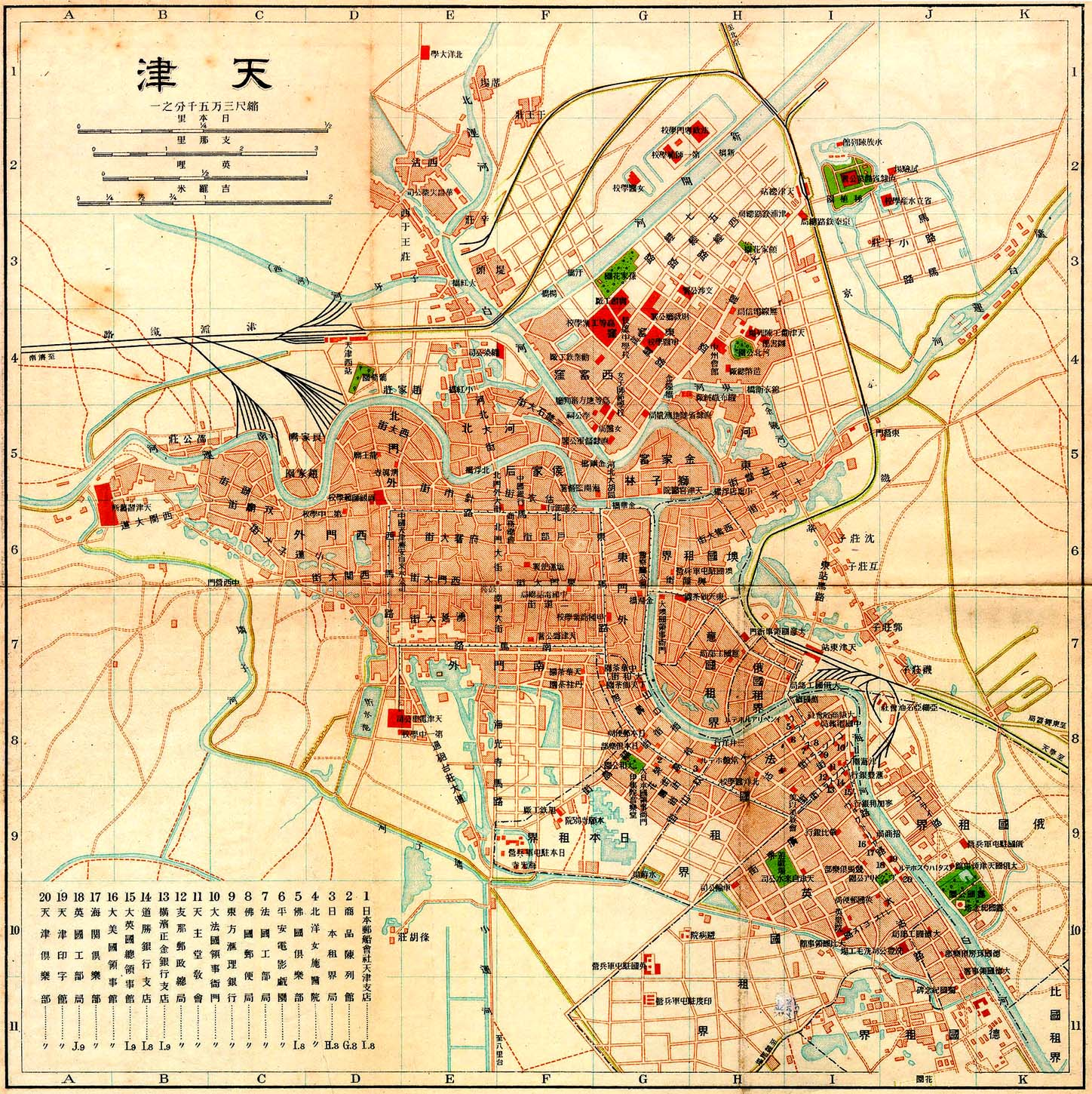
Mapa de Tianjin al segle XIX

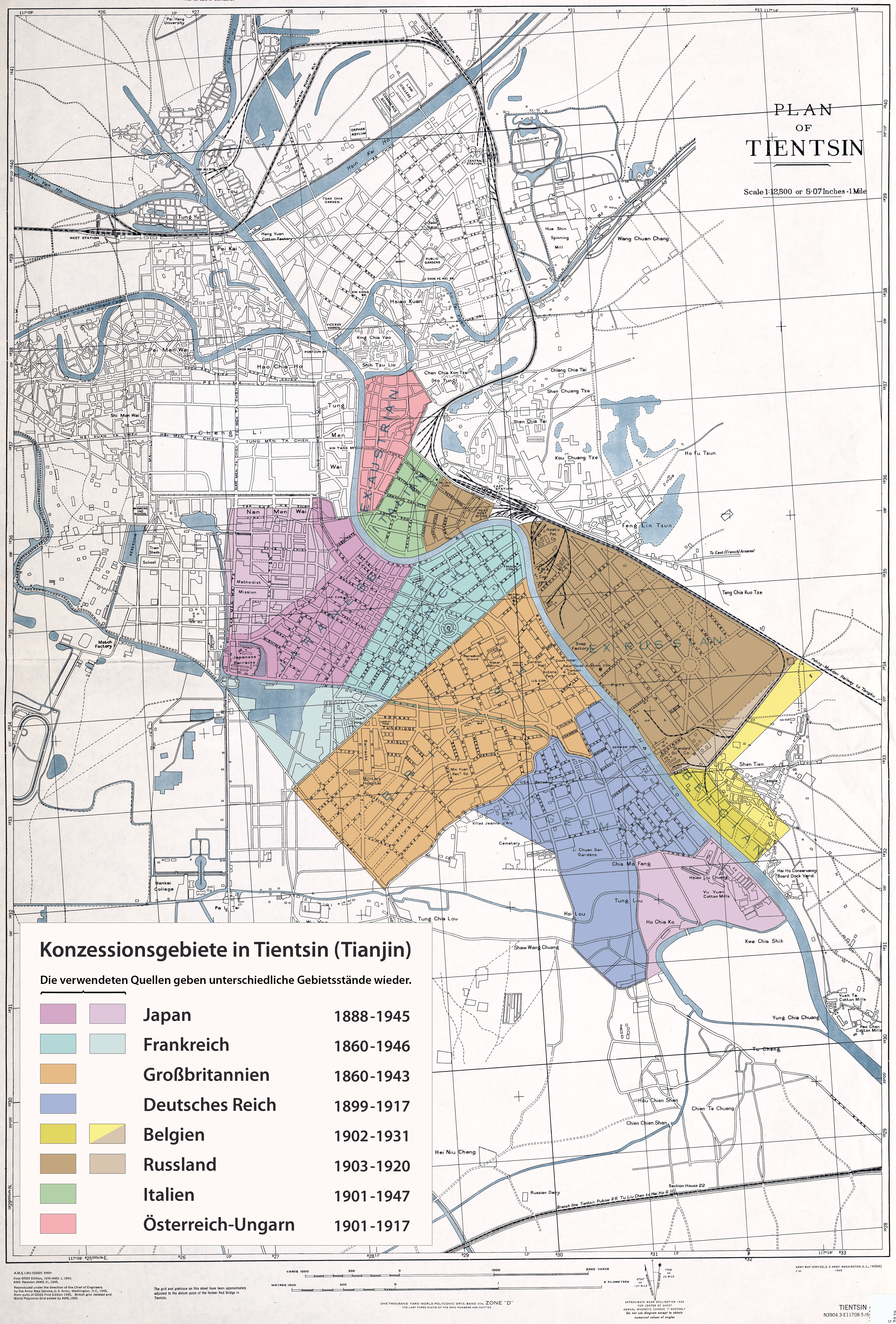
Mapa de les concessions exteriors de Tientsin.

A mitjans del segle xix, els marges del Hai He, prop de Beijing, interessaven les potències europees. Tianjin ofereix una configuració geogràfica ideal. Obert a l'activitat fluvial, el Hai He dibuixa un arc al mig d'una conca aèria que s'estén fins al mar de Bohai. El 1856, els soldats xinesos van pujar a bord de l'Arrow, un vaixell xinès matriculat a Hong Kong amb bandera britànica i sospitós de pirateria, contraban i comerç d'opi. Capturen i empresonen dotze homes. En resposta, els britànics i francesos van enviar canoneres sota el comandament de l'almirall Sir Michael Seymour per capturar els forts de Taku (大沽砲台), prop de Tianjin el maig de 1858. El 1860, el Tractat de Pequín, que va posar fi a la Segona Guerra de l'Opi, va oferir concessions a tres potències occidentals: França, Regne Unit i Estats Units. El tractat va ser ratificat per l'emperador xinès el 1860 i Tianjin es va obrir oficialment a la resta del món. Els anys següents, diverses potències estrangeres van establir concessions en la ciutat, que es va revoltar a la Rebel·lió dels bòxers i van ser derrotats a la batalla de Tientsin per l'Aliança de les Vuit Nacions.
La divisió de concessions és arbitrària. Ocupen àrees variables. El Regne Unit i Alemanya treuen la part del lleó, mentre que els belgues i italians es limiten a espais restringits. Entre 1860 i 1870, es van construir els primers edificis. Cada concessió reflecteix l'estil de cada país. Arquitectes occidentals, alguns dels quals tindrien molt d'èxit, van elaborar els plànols. A la vora del Hai He, l'hotel Astor es va convertir en el punt de reunió dels empresaris occidentals. És el primer establiment hoteler del nord de la Xina obert als estrangers.
Els primers anys, la presència dels occidentals no era segura. El 21 de juny de 1870, una gran multitud saqueja l'orfenat francès. Divuit estrangers són assassinats, entre ells les deu monges i el cònsol Fontanier. Tanmateix, la dinastia Qing demana perdó i s'exerceix una severa repressió contra els esvalotadors. La història de les concessions va evolucionar aleshores al ritme d'una situació internacional especialment caòtica. El 1894, es van atorgar noves concessions a l'Imperi alemany i al Japó. Al final de la Guerra dels Bòxers, es van concedir quatre concessions més a Itàlia, Àustria-Hongria, Rússia i Bèlgica. Després d'això, vint consolats es van establir a Tientsin (com aleshores estava romanitzat a Occident).Molt implicats a les Filipines, que havien pres als espanyols, els americans van cedir la seva concessió al Regne Unit el 1902. Arran de l'entrada de la Xina en la guerra al costat dels aliats el març de 1917, les concessions alemanya i austrohongaresa van ser dissoltes. De 1902 a 1937, Tianjin (a l'època Tientsin) va viure un període pròsper. Un personatge atractiu, Gustav Detring encarna el dinamisme de la ciutat. Està al servei de Li Hongzhang, virrei de la província, i exerceix sense tenir el títol el paper d'alcalde de la ciutat.
Herbert Clark Hoover, futur president dels Estats Units resideix llavors a Tianjin,. En el seu diari « :«És una ciutat universal, com el món en miniatura. Conviuen totes les nacionalitats, tots els estils arquitectònics, totes les cuines». Paul Claudel és cònsol i president del consell municipal de la concessió francesa de 1906 a 1909, però lamenta el seu antic càrrec de Fozhou i no li agrada la ciutat que troba lletja: « És realment a la vora del país, com diuen, una tira de tela tota menjada per la sorra i l'aigua salada. «va molestar els funcionaris francesos en rebre massa missioners a casa seva. Va ser a Tiensin on van néixer dos dels seus fills, Marie el 1907 i Pierre el 1908. Per la seva banda, el general George Marshall que romandrà un temps a les casernes americanes (American Barracks) afegeix: «El meu primer contacte amb la Xina va ser sorprenent. Vivia en una casa d'estil vienès, menjava carn d'olla, jugava al badminton i al vespre, quantes vegades no vaig beure cervesa alemanya? Aprofitant aquesta experiència, sempre he lloat en la meva vida política els mèrits d'una ciutat universal i fraternal.» 
El 1932, Teilhard de Chardin hi vivia, "el moment, diu, de parlar amb cultures tan contrastades."
Una ciutat oberta i lliure, Tianjin acull refugiats. El 1928, va acollir una comunitat jueva de quatre mil persones, moltes de les quals eren supervivents dels pogroms. « Mentre els nostres germans del Vístula patien el martiri, vam viure feliços, sense la més mínima turbulència. diu Harry, originari de Polònia. L'any 1938, va ser inaugurada la sinagoga de Nanjing Lu. « Occidentals, xinesos i jueus estaven a la festa » recorda Harry Rozents.
Tianjin també és la ciutat dels notables xinesos. Com ho demostren moltes plaques a l'entrada de les cases, senyors de la guerra i erudits es van instal·lar a les concessions. El cim de la llibertat, Puyi, l'últim emperador de la dinastia Qing, després de ser expulsat de Pequín, hi va residir fins a 1931. Tianjin també es considera sovint la ciutat adoptiva de Zhou Enlai que hi va viure part de la seva infància. Més tard, les seves reiterades visites a l'hotel Astor van testimoniar un autèntica afecció per aquesta ciutat.

### La ciutat del 1937 al 2000
El 1937, l'exèrcit imperial japonès va ocupar la ciutat després de l'esclat de la guerra sino-japonesa. Les concessions estrangeres es respecten en primer lloc però el juny de 1939, es produeix un incident important amb el govern britànic mentre que l'exèrcit imperial estableix un bloqueig al voltant de la concessió per obtenir sis resistents xinesos acusats d'haver assassinat el director d'un banc de capital japonès.
A partir de 1941, els occidentals van ser sotmesos a les mateixes mesures repressives que els xinesos i diverses concessions van ser saquejades. En la seva decadència, les últimes concessions van ser dissoltes del 1943 al 1945 pel govern nacionalista. El 17 de gener de 1949, Tianjin és pres per l'Exèrcit Popular d'Alliberament. Tot el seu patrimoni arquitectònic esdevé llavors "propietat de l'estat". Però no es va crear cap administració específica per gestionar-ho. Cada barri de la ciutat manté el seu estoc de cases antigues com qualsevol altra construcció. Durant la Guerra Freda, el patrimoni va ser negligit. Mantingut periòdicament, els edificis es deterioren, en particular les antigues concessions russa i francesa. El ritme de degradació s'accelera amb la urbanització. Al cor de la ciutat es construeixen fàbriques contaminants. Inexorablement, els edificis s'esfondran, alguns amenacen de caure en ruïnes, les parets s'ennegreixen.
El govern xinès no va recuperar el control sobre Tiensin fins al final de la Segona Guerra Mundial. El 1945, Tiensin va esdevenir base de tropes nord-americanes. El desembre del 1946, la violació per part d'un soldat d'una estudiant de Pequín va provocar les protestes dels habitants de la ciutat que van desembocar en la retirada de les tropes el 1947. Les tropes comunistes van entrar en la ciutat el 15 de gener de 1949. Des de llavors, Tiensin ha estat una municipalitat excepte en el període comprès entre 1958 i 1967 que va formar part integrant de la província de Hebei.

### La ciutat al segle XXI
L'any 2008, amb motiu dels Jocs Olímpics de Pequín, Tianjin va ser escollida per acollir els partits del torneig de futbol El Centre Olímpic de Tianjin es va construir per a aquesta ocasió.
El 12 d'agost de 2015 cap a les 18 h 30, es produeixen grans explosions en un magatzem de productes químics a la Zona nova de Binhai, una zona de desenvolupament econòmic sota la jurisdicció del municipi de Tianjin. La sèrie d'explosions, sentides a diversos quilòmetres al voltant, va provocar la mort d'almenys 165 persones i més de 700 ferides, a més d'una desena de persones desaparegudes.
El gener de 2018, Zhang Guoqing (涨国清) va ser nomenat alcalde en funcions en substitució de Huang Xingguo, destituït i acusat de corrupció.

## Persones il·lustres
- He Jiaying
- Feng Jicai (1942-) Pintor i escriptor
- Hao Jingfang (1984 -) científica i escriptora